# Diócesis de Niebla
La diócesis de Niebla (Elepla o Ilipa) fue una antigua diócesis española, existente en tiempos de la Hispania visigoda en la localidad andaluza de Niebla, en la provincia de Huelva. Es difícil precisar el ámbito de su jurisdicción, aunque parece que comprendió gran parte de la actual diócesis de Huelva.
La primera noticia de la sede episcopal data del año 466, en que se nombra a su obispo Vincomalos, nacido por 424 y muerto alrededor del año 509. El obispo Basilio, se mantuvo al frente del obispado durante cinco años, de 585 a 590, y participó en la firma de las actas del Sínodo de la Bética y del tercer concilio de Toledo, hacia el final de su cargo. El obispo Juan firmó las actas del cuarto y quinto Concilio de Toledo, siendo representado por el diácono Clemente en el séptimo concilio. Juan fue sucedido por Servando, de 647 a 656, y por Geta (obispo), de 670 a 688, quienes firmaron en los concilios de Toledo VIII, XII y XV. Del obispo Pápulo se conserva una referencia del año 693.
La Iglesia católica mantiene la denominación de la diócesis de Elepla como una diócesis titular, sin jurisdicción territorial, al igual que el resto de diócesis católicas extintas.